# NGC 274
NGC 274 é uma galáxia elíptica (E/SB0) localizada na direcção da constelação de Cetus. Possui uma declinação de -07° 03' 24" e uma ascensão recta de 0 horas, 51 minutos e 01,8 segundos.
A galáxia NGC 274 foi descoberta em 10 de Setembro de 1785 por William Herschel.